# روميو ترافيس
روميو ترافيس (بالإنجليزية: Romeo Travis)‏ مواليد 10 ديسمبر 1984 في آكرون، هو لاعب كرة سلة أمريكي. بدأ مسيرته الاحترافية في سنة 2007. يلعب مع ستراسبورغ أي جي. يحمل الرقم 24. يبلغ طوله 6 قدم 7 بوصة (2.0 م).

## المسيرة الاحترافية
لعب مع كانتابريا في الدوري الإسباني في سنة 2007، ثم لعب مع ولبة في موسم 2007–2008، ثم لعب مع راتيوفارم أولم في الدوري الألماني في موسم 2008–2009، ثم لعب مع تايغرز توبينغن في موسم 2009–2010، ثم لعب مع زادار في موسم 2012–2013، ثم لعب مع كرانسي أوكتيابر في الدوري الروسي في موسم 2014–2015، ثم لعب مع ألاسكا أيسز في سنة 2015.

## روابط خارجية
- روميو ترافيس على موقع IMDb (الإنجليزية)
- روميو ترافيس على موقع قاعدة بيانات الفيلم (الإنجليزية)
- روميو ترافيس على موقع الاتحاد الدولي لكرة السلة (الإنجليزية)
- روميو ترافيس على موقع الدوري الأوروبي لكرة السلة (الإنجليزية)
- روميو ترافيس على موقع كرة السلة الأوروبية.كوم (الإنجليزية)
- روميو ترافيس على موقع كلية كرة السلة في سبورتس رفرنس.كوم (الإنجليزية)
- روميو ترافيس على موقع ريلجم (الإنجليزية)
- روميو ترافيس على موقع بروبوليرز (الإنجليزية)
- روميو ترافيس على موقع سبورتس رفرنس (الإنجليزية)